# 沙特内 (上索恩省)
沙特内（法語：Châteney，法語發音：[ʃatnɛ]）是法国上索恩省的一个市镇，属于吕尔区。

## 地理
沙特内（47°41'32"N, 6°18'50"E）面积2.6 平方千米，位于法国勃艮第-弗朗什-孔泰大區上索恩省，该省份为法国东部内陆省份，北起顺时针与孚日省、贝尔福地区省、杜省、汝拉省、科多尔省和上马恩省接壤。
与沙特内接壤的市镇（或旧市镇、城区）包括：热讷夫雷、阿德朗和勒瓦勒德比泰讷、沙特努瓦、索村。

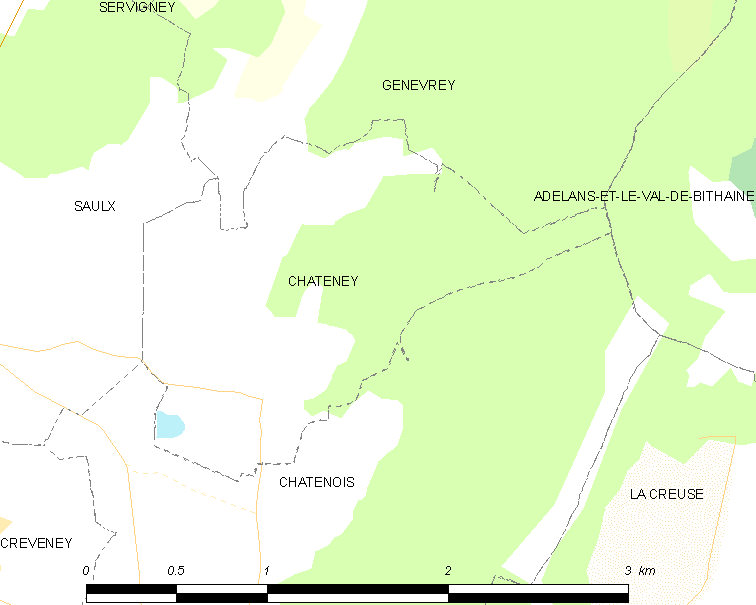
的OSM定位图

沙特内的时区为UTC+01:00、UTC+02:00（夏令时）。

## 行政
沙特内的邮政编码为70240，INSEE市镇编码为70140。

## 政治
沙特内所属的省级选区为吕尔第一县。

## 人口

1962-2008年间人口变化图示

沙特内于2022年1月1日时的人口数量为63人。